# Biatlon op de Olympische Winterspelen 1994
Biatlon is een van de sporten die beoefend werden tijdens de Olympische Winterspelen 1994 in Lillehammer, Noorwegen. De wedstrijden vonden plaats in het Birkebeineren-Skistadion in Lillehammer.

## Heren

### 10 kilometer sprint
| Rang   | Sporter(s)        | Land | Tijd    | Pen. |
| ------ | ----------------- | ---- | ------- | ---- |
| Goud   | Sergej Tsjepikov  | RUS  | 28:07.0 | 0    |
| Zilver | Ricco Groß        | GER  | 28:13.0 | 0    |
| Brons  | Sergei Tarasov    | RUS  | 28:27.4 | 1    |
| 4      | Vladimir Dratchev | RUS  | 28:28.9 | 1    |
| 5      | Ludwig Gredler    | AUT  | 29:05.4 | 2    |
| 6      | Frank Luck        | GER  | 29:09.7 | 2    |
| 7      | Sven Fischer      | GER  | 29:16.0 | 1    |
| 8      | Hervé Flandin     | FRA  | 29:33.8 | 1    |

### 20 kilometer individueel
| Rang   | Sporter(s)       | Land | Tijd    | Pen. |
| ------ | ---------------- | ---- | ------- | ---- |
| Goud   | Sergei Tarasov   | RUS  | 57:25.3 | 3    |
| Zilver | Frank Luck       | GER  | 57:28.7 | 3    |
| Brons  | Sven Fischer     | GER  | 57:41.9 | 2    |
| 4      | Aleksandr Popov  | BLR  | 57:53.1 | 0    |
| 5      | Jens Steinigen   | GER  | 58:18.1 | 2    |
| 6      | Andreas Zingerle | ITA  | 58:54.1 | 3    |
| 7      | Mark Kirchner    | GER  | 59:16.4 | 4    |
| 8      | Sergej Tsjepikov | RUS  | 59:31.4 | 5    |

### 4 x 7,5 kilometer estafette
| Rang   | Sporter(s)                                                                | Land | Tijd      | Pen. |
| ------ | ------------------------------------------------------------------------- | ---- | --------- | ---- |
| Goud   | Ricco Groß Frank Luck Mark Kirchner Sven Fischer                          | GER  | 1:30:22.1 | 0    |
| Zilver | Valeriy Kirienko Vladimir Dratchev Sergei Tarasov Sergej Tsjepikov        | RUS  | 1:31:23.6 | 2    |
| Brons  | Thierry Dusserre Patrice Bailly-Salins Lionel Laurent Hervé Flandin       | FRA  | 1:32:31.3 | 1    |
| 4      | Viktor Maigoerov Igor Khokhriakov Oleg Ryzhenkov Aleksandr Popov          | BLR  | 1:32:57.2 | 0    |
| 5      | Erkki Latvala Harri Eloranta Timo Seppälä Vesa Hietalahti                 | FIN  | 1:33:11.9 | 1    |
| 6      | Patrick Favre Johann Passler Pieralberto Carrara Andreas Zingerle         | ITA  | 1:33:17.3 | 5    |
| 7      | Ole Einar Bjørndalen Ivar Michal Ulekleiv Halvard Hanevold Jon Åge Tyldum | NOR  | 1:33:32.8 | 0    |
| 8      | Tomasz Sikora Jan Ziemianin Wiesław Ziemianin Jan Wojtas                  | POL  | 1:33:49.3 | 0    |

## Dames

### 7,5 kilometer sprint
| Rang   | Sporter(s)                 | Land | Tijd    | Pen. |
| ------ | -------------------------- | ---- | ------- | ---- |
| Goud   | Myriam Bédard              | CAN  | 26.08.8 | 2    |
| Zilver | Svetlana Paramygina        | BLR  | 26.09.9 | 2    |
| Brons  | Valentina Tserbe           | UKR  | 26.10.0 | 0    |
| 4      | Inna Sjesjikl              | KAZ  | 26.13.9 | 2    |
| 5      | Petra Schaaf               | GER  | 26.33.6 | 2    |
| 6      | Irina Kokoujeva            | BLR  | 26.38.4 | 2    |
| 7      | Nathalie Santer            | ITA  | 26.38.8 | 3    |
| 8      | Simone Greiner-Petter-Memm | GER  | 26.46.5 | 3    |

### 15 kilometer individueel
| Rang   | Sporter(s)          | Land | Tijd    | Pen. |
| ------ | ------------------- | ---- | ------- | ---- |
| Goud   | Myriam Bédard       | CAN  | 52:06.6 | 2    |
| Zilver | Anne Briand         | FRA  | 52:53.3 | 3    |
| Brons  | Uschi Disl          | GER  | 53:15.3 | 3    |
| 4      | Svetlana Paramygina | BLR  | 53:21.3 | 4    |
| 5      | Corinne Niogret     | FRA  | 53:38.1 | 2    |
| 6      | Martina Jašicová    | SVK  | 53:56.4 | 2    |
| 7      | Natalia Permiakova  | BLR  | 53:59.2 | 2    |
| 8      | Kerryn Rim          | AUS  | 54:10.1 | 2    |

### 4 x 7,5 kilometer estafette
| Rang   | Sporter(s)                                                                | Land | Tijd      | Pen. |
| ------ | ------------------------------------------------------------------------- | ---- | --------- | ---- |
| Goud   | Nadezjda Talanova Natalja Snytina Loeiza Noskova Anfisa Restzova          | RUS  | 1:47:19.5 | 0    |
| Zilver | Uschi Disl Antje Harvey Simone Greiner-Petter-Memm Petra Schaaf           | GER  | 1:51:16.5 | 6    |
| Brons  | Corinne Niogret Véronique Claudel Delphyne Heymann Anne Briand            | FRA  | 1:52:28.3 | 1    |
| 4      | Ann-Elen Skjelbreid Annette Sikveland Hildegunn Fossen Elin Kristiansen   | NOR  | 1:54:08.1 | 2    |
| 5      | Valentina Tserbe Marina Skolota Olena Petrova Olena Zoebrilova            | UKR  | 1:54:26.5 | 3    |
| 6      | Irina Kokoujeva Natalia Permiakova Natalia Ryzhenkova Svetlana Paramygina | BLR  | 1:54:55.1 | 8    |
| 7      | Jana Kulhavá Jiřina Pelčová Iveta Knížková Eva Haková                     | CZE  | 1:57:00.8 | 3    |
| 8      | Beth Coats Joan Smith Laurie Tavares Joan Guetschow                       | USA  | 1:57:35.9 | 3    |

## Medaillespiegel
| Plaats | Land        | NOC    | Goud | Zilver | Brons | Totaal |
| ------ | ----------- | ------ | ---- | ------ | ----- | ------ |
| 1      | Rusland     | RUS    | 3    | 1      | 1     | 5      |
| 2      | Canada      | CAN    | 2    | 0      | 0     | 2      |
| 3      | Duitsland   | GER    | 1    | 3      | 2     | 6      |
| 4      | Frankrijk   | FRA    | 0    | 1      | 2     | 3      |
| 5      | Wit-Rusland | BLR    | 0    | 1      | 0     | 1      |
| 6      | Oekraïne    | UKR    | 0    | 0      | 1     | 1      |
| Totaal | Totaal      | Totaal | 6    | 6      | 6     | 18     |